# Dolphin Oji
Dolphin Ouji (яп. ドルフィン王子
 Принц-дельфин), на западе более известный как Marine Boy — короткий чёрно-белый аниме-сериал, выпущенный в 1965 году студией Tele-Cartoon Japan. Изначально планировалось выпустить 12 серий но в результате работа была свёрнута, и трансляция остановилась на трёх первых сериях. Середина 1960-х годов считается периодом, когда анимация переходила из чёрно-белого на цветной формат, в том числе и в Японии. Таким образом в 1966 году вышла новая и цветная версия сериала под названием Ganbare! Marine Kid (яп. がんばれ!マリンキッド Ганбарэ! Маринкиддо), которая стала одним из первых цветных аниме. Изначально предполагалось начать трансляцию сериала по телеканалу Fuji TV, однако те отказались, боясь, что цветное аниме может сбить высокие рейтинги другого чёрно-белого сериала Harisu no Kaze (яп. ハリスの旋風 Харису но Кадзэ), в результате сериал транслировался по телеканалу Tokyo Broadcasting System в 19:00 по четвергам. Несмотря на это рейтинги сериала были крайне низкими. Так было выпущено 13 серий аниме, хотя изначально планировалось больше. Третья и самая длинная часть сериала начала транслироваться по телеканалу Fuji TV с 1969 года. Серии были отреставрированы в 2009 году и выпущены на DVD в рамках проекта Warner Archive Collection.

## Сюжет
Действие происходит в будущем. Человечество начинает осваивать дно океана. Там создаются новые колонии, подводное скотоводство, базы для научных исследований и добываются природные ископаемые. Для того, чтобы поддерживать мир и порядок под водой было создано военизированное крыло — океанский патруль. Один из её главных представителей — мальчик, который получает уникальные приспособления от профессора Фамбла, позволяющие ему развивать скорость и силу под водой до огромных размеров, защищаться от ранений, а также дышать под водой. Сам же мальчик владеет хорошо боевыми искусствами, и отлично водит корабли. Его — главная задача сохранения порядка в океане, в этом мальчику будут помогать морские обитатели: дельфин по имени Сплашер и русалка — Нептина.

## Роли озвучивали
- Норико Охара — Марин бой
- Горо Ная — Доктор Маринер
- Ёсико Ота — Эруму-бой
- Тадаси Накамура — Фамбл
- Кадзуко Сугияма — Принцесса Камелия

## Английская версия
Голос Марин Боя, Нептины и Кликли озвучивала Коринна Орр, известная озвучкой Трикси из аниме Спиди-гонщик, также Джэк Гримс, ранее принимавший участие в озвучке персонажей Спиди-гонщика озвучил профессора Фамла и Сплашера. Питер Фернандез озвучивал Пипера и Доктора Маринера и также известен участием в озвучании аниме Ambassador Magma, Ultraman, Space Battleship Yamato и многих фильмов о Годзилле. Джек Картис озвучивал Бальтона.